# Apophua micacea
Apophua micacea là một loài tò vò trong họ Ichneumonidae.